# Cyberpark
Cyberpark – publiczny teren zielony (np. park, skwer), na terenie którego możliwe jest korzystanie z mobilnych narzędzi technologicznych, i którego infrastruktura technologiczna zachęca ludzi do podejmowania różnego rodzaju aktywności, zarówno poznawczych, jak i fizycznych.
Idea początkowo funkcjonowała w obszarze sztuki, a dopiero później została przejęta przez miejskich innowatorów, którzy chcieli zachęcić mieszkańców do pracy na urządzeniach mobilnych w przestrzeniach publicznych, do czego konieczne było wyposażenie tych miejsc zarówno w bezpłatny dostęp do Internetu (wi-fi), jak i źródła zasilania. Ostatecznie teoria cyberparków została sformułowana naukowo, definiując je jako miejsca o potencjale cybernetyczno-przestrzennego doświadczenia. Teorię rozwinęli naukowcy europejscy w międzynarodowym projekcie finansowanym przez European Cooperation in Science and Technology  realizowanym w latach 2014–2018 i w ramach którego Michał Klichowski opracował oraz zweryfikował w drodze eksperymentalnej koncepcję uczenia się na terenie cyberparków, zgodnie z zasadą, że naturalne otoczenie, wzbogacone o wymiar technologiczny, stanowi atrakcyjną przestrzeń do nauki.
Zgodnie z ustaleniami Klichowskiego cyberparki powinny być zaprojektowane w sposób przyjazny dla osób wyposażonych w urządzenia mobilne, a zatem stwarzać możliwość siadania na ławkach, trawie czy w innych miejscach, a zatem w sposób nie prowadzący do niebezpiecznego, z urazowego punktu widzenia, spacerowania z urządzeniami. Usytuowanie miejsc do siedzenia winno uwzględniać możliwość aktywności fizycznej w trakcie przerw w korzystaniu z urządzeń. Niezbędnym wyposażeniem cyberparku winny być też stoły lub siedziska z ładowarkami, jak również altany dające cień i chroniące przed opadami atmosferycznymi. Cennym uzupełnieniem małej architektury mogą być zielone (zewnętrzne) klasy, umożliwiające prowadzenie różnego rodzaju zajęć zbiorowych. Dodatkowymi narzędziami podnoszącymi atrakcyjność przebywania i edukacji w cyberparkach są rozmieszczone przy różnych obiektach (np. przyrodniczych lub architektonicznych) kody QR. Proces edukacyjny wspomagać może rozszerzona rzeczywistość.